# Leia graeca
Leia graeca är en tvåvingeart som beskrevs av Bechev 1997. Leia graeca ingår i släktet Leia och familjen svampmyggor. Inga underarter finns listade i Catalogue of Life.